# Wolrad II de Waldeck
Wolrad II de Waldeck, también deletreado Vollrad, apodado el Erudito (Eilhausen, ahora parte de Bad Arolsen, 27 de marzo de 1509-ibidem, 15 de abril de 1575) era el hijo de Felipe III de Waldeck-Eisenberg (9 de diciembre de 1486-20 de junio de 1539) y de Adelaida de Hoya (1472-11 de abril de 1539).
Fue el Conde reinante de Waldeck-Eisenberg desde 1539 hasta su muerte, y el progenitor de la Casa Mediana de Waldeck-Eisenberg. Desde 1547 hasta su muerte en 1575, residió en el Castillo de agua de Eilhausen.

## Matrimonio e hijos
El 6 de junio de 1546 contrajo matrimonio con Anastasia Günthera de Schwarzburgo-Blankenburg (31 de marzo de 1528 - 1 de abril de 1570), la hija de Enrique XXXII de Schwarzburgo-Blankenburg (1498-1538) y de Catalina de Henneberg (1508-1567). La pareja tuvo los siguientes hijos:
1. Catalina (20 de septiembre de 1547 - 8 de julio de 1613), Abadesa en el Monasterio de Schaaken
2. Francisco (n. abril de 1549)
3. Isabel (28 de abril de 1550 - 1550)
4. Ana Erica (17 de septiembre de 1551 - 15 de octubre de 1611), desde 1589 hasta su muerte abadesa en la Abadía de Gandersheim
5. Enrique (3 de noviembre de 1552 - 1552)
6. Josías (18 de marzo de 1554 - 6 de agosto de 1588), desposó a María de Barby (1563-1619)
7. Adelaida Walpurga (11 de septiembre de 1555 - 1570)
8. Amalia (28 de febrero de 1558 - 1562)
9. Juan (n. 13 de julio de 1559)
10. Jutta (12 de noviembre de 1560 en Eisenberg - 23 de mayo de 1621 en Greiz), desposó en 1583 al Conde Enrique XVII de Reuss-Oberreiz (25 de julio de 1561 en Glauchau - 8 de febrero de 1607 en Greiz)
11. Magdalena Lucía (16 de febrero de 1562 - 10 de abril de 1621)
12. Wolrad III (16 de junio de 1563 - 11 de noviembre de 1587)
13. Catalina Anastasia (20 de marzo de 1566 - 18 de febrero de 1635), desposó en 1585 al Conde Wolfgang II de Löwenstein-Scharfeneck